# Brooklyn Bounce
Brooklyn Bounce è uno degli pseudonimi usati dai due producer tedeschi Matthias Menck (Double M) e Dennis Bohn (Bonebreaker). Hanno anche prodotto canzoni sotto i nomi Mental Madness Productions e Beatbox feat. Rael. Menck e Bohn hanno prodotto remixes di molti artisti tra cui gli Scooter e i Kool & the Gang.

## Carriera musicale
Menck e Bohn, entrambi nativi di Amburgo, si incontrarono nel 1995 ed ebbero la loro prima hit in classifica come Boyz R Us con il singolo "Singin' In My Mind". Nel 1996 il duo debuttò come Brooklyn Bounce e lanciò il singolo "The Theme (Of Progressive Attack)" che scalò la German dance charts come la più suonata nei club, prima di diventare una hit di passaggio della band. Questo successo preparò la band al debutto del suo primo album The Beginning.
Menck e Bohn lavorano esclusivamente in studio e non prendono parte ai live, infatti  il gruppo è stato guidato da diversi cantanti e ballerini, che hanno collaborato con i due produttori tedeschi nel corso degli anni. La lista include Renè "Diablo" Behrens (ex componente dei 666), Ulrika Bohn, Alejandra Cuevas-Moreno e Stephan "Damon" Zschoppe. Cantanti erano solo attribuiti da "Bass, Beats and Melody", pubblicato nel novembre 2000.
Nel 2006 la Mental Madness Records pubblicò un album dal titolo System Shock (The Lost Album 1999). L'album include del materiale precedente e inedito del gruppo insieme a remixes di classici popolari. L'album è stato reso disponibile solo in formato digitale.
Nel dicembre 2010 è stato pubblicato BB-Styles Dj Edition, un album composto da 2 cd (introduzione + 36 canzoni), che include tutti i successi del passato ma anche le recenti hits, con collaborazioni come Technoboy, Djs From Mars e Megastylez.
Nel 2021 Brooklyn Bounce & DJ Dean producono Play It Hard.

## Discografia

### Singoli
| Anno | Canzone                                                 | Posizione in classifica | Posizione in classifica | Posizione in classifica | Posizione in classifica | Posizione in classifica | Posizione in classifica | Posizione in classifica | Posizione in classifica | Posizione in classifica | Posizione in classifica | Posizione in classifica |
| Anno | Canzone                                                 | GER                     | SUI                     | AU                      | FRA                     | NL                      | HUN                     | SWE                     | U.S.                    | U.S. Dance              | UK                      | FIN                     |
| ---- | ------------------------------------------------------- | ----------------------- | ----------------------- | ----------------------- | ----------------------- | ----------------------- | ----------------------- | ----------------------- | ----------------------- | ----------------------- | ----------------------- | ----------------------- |
| 1996 | The Theme (of Progressive Attack)                       | 9                       | 9                       | -                       | 37                      | -                       | 6                       | -                       | -                       | -                       | -                       | -                       |
| 1997 | Get Ready to Bounce                                     | 6                       | 21                      | 7                       | -                       | -                       | 1                       | 17                      | 95                      | 10                      | -                       | 20                      |
| 1997 | Take a Ride                                             | 28                      | 39                      | 22                      | -                       | -                       | -                       | 35                      | -                       | -                       | -                       | -                       |
| 1997 | The Real Bass                                           | 23                      | -                       | 22                      | -                       | -                       | -                       | 44                      | -                       | 19                      | -                       | -                       |
| 1998 | The Music's Got Me                                      | 39                      | 49                      | 30                      | -                       | -                       | -                       | 58                      | -                       | 41                      | 67                      | -                       |
| 1998 | Contact                                                 | 44                      | -                       | 38                      | -                       | -                       | -                       | -                       | -                       | 13                      | -                       | -                       |
| 1998 | Listen to the Bells                                     | -                       | -                       | -                       | -                       | -                       | -                       | -                       | -                       | -                       | -                       | -                       |
| 1999 | Canda! (The Darkside Returns)                           | 56                      | -                       | 32                      | -                       | -                       | -                       | -                       | -                       | -                       | -                       | -                       |
| 1999 | Funk U                                                  | -                       | -                       | -                       | -                       | -                       | -                       | -                       | -                       | -                       | -                       | -                       |
| 2000 | Tiempo de la Luna (unofficial single)                   | -                       | -                       | -                       | -                       | -                       | -                       | -                       | -                       | -                       | -                       | -                       |
| 2000 | Bass, Beats & Melody                                    | 4                       | 43                      | 2                       | -                       | -                       | 11                      | 47                      | -                       | -                       | -                       | -                       |
| 2001 | Born to Bounce (Music Is My Destiny) con Christoph Brüx | 22                      | 94                      | 14                      | -                       | -                       | 2                       | -                       | -                       | -                       | -                       | -                       |
| 2001 | Club Bizarre                                            | 12                      | 41                      | 9                       | -                       | 4                       | 14                      | -                       | -                       | -                       | -                       | -                       |
| 2002 | Loud & Proud                                            | 9                       | 88                      | 9                       | -                       | -                       | -                       | -                       | -                       | -                       | -                       | -                       |
| 2002 | Bring it Back                                           | 30                      | -                       | 24                      | -                       | -                       | -                       | -                       | -                       | -                       | -                       | -                       |
| 2003 | X2X (We Want More!)                                     | 37                      | -                       | 33                      | -                       | -                       | -                       | -                       | -                       | -                       | -                       | -                       |
| 2004 | Crazy                                                   | 52                      | -                       | 32                      | -                       | -                       | -                       | -                       | -                       | -                       | -                       | -                       |
| 2005 | Sex, Bass & Rock 'n' Roll                               | 94                      | -                       | -                       | -                       | -                       | -                       | -                       | -                       | -                       | -                       | -                       |
| 2007 | The Theme (of Progressive Attack) Recall (promo only)   | -                       | -                       | -                       | -                       | -                       | -                       | -                       | -                       | -                       | -                       | -                       |
| 2008 | Get Ready to Bounce Recall '08 (promo only)             | -                       | -                       | -                       | -                       | -                       | -                       | -                       | -                       | -                       | -                       | -                       |
| 2009 | Louder & Prouder                                        | -                       | -                       | -                       | -                       | -                       | -                       | -                       | -                       | -                       | -                       | -                       |
| 2021 | DJ Dean & Brooklyn Bounce - Play It Hard                | -                       |                         |                         |                         |                         |                         |                         |                         |                         |                         |                         |

### Album
| 1997 | The Beginning                                      | 24 | 37 | 24 | 1 |
| 1997 | The Second Attack                                  | 86 | -  | -  | 1 |
| 1998 | Re-Mixed Collection                                | -  | -  | -  | - |
| 2000 | The Progressive Years                              | -  | -  | -  | - |
| 2001 | Restart                                            | 24 | -  | 25 | 3 |
| 2002 | BB Nation                                          | 57 | -  | -  | - |
| 2004 | Best of Brooklyn Bounce                            | -  | -  | -  | - |
| 2004 | X-pect the Un-X-pected                             | -  | -  | -  | - |
| 2006 | Best of Brooklyn Bounce 1996–2006 (Australia only) | -  | -  | -  | - |
| 2006 | System Shock (The Lost Album 1999) (web-release)   | -  | -  | -  | - |
| 110  | StylesB                                            | -  | -  | -  | - |